# Parigi-Tours 2013
La Parigi-Tours 2013, centosettesima edizione della corsa ciclistica e valevole come prova del circuito UCI Europe Tour 2013 categoria 1.HC, si svolse il 13 ottobre 2013, per un percorso totale di 235 km. Fu vinta dal belga John Degenkolb, al traguardo con il tempo di 5h29'19" alla media di 42,81 km/h.
Al traguardo 176 ciclisti portarono a termine la gara.

## Squadre partecipanti
| N.      | Cod. | Squadra                     |
| ------- | ---- | --------------------------- |
| 1-8     | VCD  | Vacansoleil-DCM             |
| 11-18   | TSV  | Topsport Vlaanderen-Baloise |
| 21-28   | OPQ  | Omega Pharma-Quickstep      |
| 31-38   | FDJ  | FDJ.fr                      |
| 41-48   | BMC  | BMC Racing Team             |
| 51-58   | EUC  | Team Europcar               |
| 61-68   | ARG  | Team Argos-Shimano          |
| 71-78   | LTB  | Lotto-Belisol Team          |
| 81-88   | BEL  | Belkin Pro Cycling Team     |
| 91-98   | AST  | Astana Pro Team             |
| 101-108 | ALM  | AG2R La Mondiale            |
| 111-118 | GRS  | Garmin-Sharp                |
| 121-128 | COF  | Cofidis, Solutions Credits  |

| N.      | Cod. | Squadra                      |
| ------- | ---- | ---------------------------- |
| 131-138 | IAM  | IAM Cycling                  |
| 141-148 | MTN  | MTN-Qhubeka                  |
| 151-158 | TST  | Team Saxo-Tinkoff            |
| 161-168 | SOJ  | Sojasun                      |
| 171-178 | KAT  | Katusha Team                 |
| 181-188 | BSE  | Bretagne-Séché Environnement |
| 191-198 | EUS  | Euskaltel-Euskadi            |
| 201-208 | LPM  | La Pomme Marseille           |
| 211-218 | BIG  | BigMat-Auber 93              |
| 221-228 | AJW  | Accent Jobs-Wanty            |
| 231-238 | RLM  | Roubaix-Lille Metropole      |
| 241-248 | CRE  | Crelan-Euphony               |

## Ordine d'arrivo (Top 10)
| Pos. | Corridore           | Squadra       | Tempo    |
| ---- | ------------------- | ------------- | -------- |
| 1    | John Degenkolb      | Argos-Shimano | 5h29'19" |
| 2    | Michael Mørkøv      | Saxo-Tinkoff  | s.t.     |
| 3    | Arnaud Démare       | FDJ.fr        | s.t.     |
| 4    | Tyler Farrar        | Garmin-Sharp  | s.t.     |
| 5    | Michael Van Staeyen | Topsport Vl.  | s.t.     |
| 6    | Heinrich Haussler   | IAM Cycling   | s.t.     |
| 7    | Samuel Dumoulin     | AG2R La Mond. | s.t.     |
| 8    | Jon Aberasturi      | Euskaltel     | s.t.     |
| 9    | Ioannis Tamouridis  | Euskaltel     | s.t.     |
| 10   | Niki Terpstra       | Omega Pharma  | s.t.     |